# М-97
М-97 — советская малая подводная лодка серии XII типа М — «Малютка».

## История строительства
Заложена 26 июля 1937 года на судостроительном заводе № 112 («Красное Сормово») в Горьком. Спущена на воду 20 сентября 1938 года, приёмный акт подписан 10 октября 1939 года. 12 декабря 1939 года вместе с однотипной М-96 вошла в состав Краснознаменного Балтийского флота.

## История службы
После вступления в строй М-97 была зачислена в 26-й дивизион 3-й бригады подводных лодок Балтийского флота.
21-24 декабря она совершила переход из Кронштадта в Палдиски, столкнувшись при этом 22-го с М-95. Из-за полученной вмятины в районе 6-го отсека и других повреждений 29-го лодка перешла в Таллин.
23 февраля 1940 года ремонт был завершён, а в марте М-97 вместе с 26-м дивизионом перебазировалась на Ханко.
К началу войны лодка находилась в Таллине на текущем ремонте. 4 июля она перешла в Палдиски, а оттуда 6-го вместе с тральщиками БТЩ-211, БТЩ-216 и двумя сторожевиками вышла на позиции у острова Утё. Из-за гибели БТЩ-216 в результате подрыва на мине было решено вернуться на базу, куда М-97 прибыла утром 7 июля.
Днём 7 июля лодка перешла в Триги, по пути неоднократно подвергаясь налётам (безуспешным) немецкой авиации.
Утром 8-го М-97 снова вышла с дозором к острову Утё, где находилась с 10-го по 14-е. 11 июля её обнаружила и безуспешно атаковала немецкая подводная лодка U-144.
17-18 июля лодка перешла в Усть-Лугу, где 1 августа была повреждена при близком взрыве мины. Август и начало сентября она провела в Ленинграде и Кронштадте. 
12-18 сентября М-97 совершила разведывательный поход до Таллина. На обратном пути была атакована финскими Bristol Bulldog, получила лёгкие повреждения от пулемётного огня. 
17-27 октября лодка совершила выход к Таллину с целью перехвата кораблей противника. Утром 24-го она безуспешно атаковала транспорт «Хохенхёрн» (5000 брт). В тот же день ей был обнаружен конвой, который она не смогла  догнать. На следующий день М-97 атаковала конвой из трёх транспортов и снова не смогла добиться успеха. 27-го она вернулась в Кронштадт.
В ноябре 1941 года лодка перешла в Ленинград, где встала на зимовку. 14 февраля 1942 года стоящая у моста Строителей М-97 была повреждена прямым попаданием артиллерийского снаряда, но позже отремонтирована. 
28 мая лодка перешла к острову Лавенсари, откуда 29 мая-6 июня патрулировала позицию у Восточного Гогландского плёса. Вынуждена была вернуться из-за течи перископа, выход 6-8 июня оказался неудачным по той же причине. 14-16 числа М-97 вернулась в Кронштадт и встала там для ремонта, который занял 2 месяца. 
Последний поход начался вечером 25 августа, когда лодка перешла из Кронштадта к Лавенсари. В ночь на 1 сентября она направилась на позицию между Таллином и Хельсинки. 2-го, 4-го и 10-го лодка обнаруживалась финнами. В ночь на 11 сентября немцами было установлено минное заграждение «Насхорн», и М-97 подорвалась на нём предположительно утром того же дня. Погиб весь экипаж (20 человек). 

Лежащая на дне Балтийского моря южнее Хельсинки в точке с координатами 59°50′ с. ш. 24°30′ в. д. лодка была обнаружена финскими дайверами в 1990 году, идентифицирована в 1998м.

## Командиры
- 22.5.1939 — 13.10.1939 старший лейтенант Шалаев Павел Михайлович;
- 13.10.1939 — 14.1.1942 капитан-лейтенант Мыльников, Александр Иванович;
- 14.1.1942 — 9.1942 капитан-лейтенант Дьяков, Николай Васильевич.